# 4月6日青年运动
4月6日青年运动 （阿拉伯語：حركة شباب 6 أبريل）是埃及网民2008年在Facebook成立的群组，目的是要支援大迈哈莱的工人在4月6日罢工。该组织也领导了2011年埃及反政府示威。其創始人穆罕默德·阿德爾在2011年革命爆發之前在非暴力行動與戰略應用中心學習相關抗爭技巧。